# Máire Geoghegan-Quinn
Máire Geoghegan-Quinn (Carna, 5 de setembre de 1950) és una política irlandesa, Comissaria Europea de Recerca, Innovació i Ciència de la Comissió Barroso entre 2010 i 2014. És filla de Johnny Geoghegan, un diputat del Fianna Fáil per la circumscripció de Galway West des del 1954 fins a la seva mort el 1975. Actualment resideix a Luxemburg.

## Biografia
Va ser professora entre 1970 i 1975. A més a més, va ser la primera dona ministra a Irlanda per haver-se fet càrrec del Ministeri del Gaeltacht entre 1979 i 1981. Posteriorment es faria càrrec d'altres llocs com ministra d'Assumptes Europeus (1987-1991), ministra de Turisme, Transport i Comunicació (1992) o ministra de Justicia (1993-1994). Des de 2010 fins a 2014 ha estat comissària europea. Al juliol de 2015 va anunciar que presidiria un grup independent per examinar qüestions d'igualtat de gènere entre el personal d'educació superior irlandès.